# Kållekärr
Kållekärr is een plaats in de gemeente Tjörn in het landschap Bohuslän en de provincie Västra Götalands län in Zweden. De plaats heeft 557 inwoners (2005) en een oppervlakte van 54 hectare.